# Spawn (série télévisée d'animation)
Pour les articles homonymes, voir Spawn.
Spawn (Todd McFarlane's Spawn) est une série télévisée d'animation pour les adultes américaine en 18 épisodes de 30 minutes basée sur le comics Spawn de Todd McFarlane et diffusée du 16 mai 1997 au 28 mai 1999 sur HBO.
En France, elle a été diffusée à partir du 16 novembre 1997 sur Jimmy.

## Synopsis
À New York, sur les traces de l'histoire du siècle, deux reporters assistent au meurtre de leur informateur dans les allées de Rat City. Ils sont eux-mêmes les victimes collatérales de la fureur de la créature insurgée de l'enfer, Spawn.
Spawn fut, par le passé, Al Simmons, un soldat d'élite revenu à la vie par les puissances infernales dans la quête d'accomplir les événements de l'Armageddon, selon les volontés de son maître Maleboldia. Au cours de son évolution, Spawn est surveillé par le Clown, un démon odieux requêté par Maleboldia afin de chaperonner Simmons dans ses nouvelles fonctions.
Dans ses errances, Spawn rencontre les rebus de la société, qui lui apportent aide et réconfort, malgré la méfiance de certains d'entre eux. Un ermite portant le nom de Cogliostro tentera d'aider Spawn à percer le mystère du sens de son existence et trouver le chemin de la rédemption.
Mais cinq années se sont écoulées depuis sa mort et sa femme Wanda, pour laquelle il avait offert son âme dans l'optique de la retrouver, s'est remariée avec son meilleur ami, Terry Fitzgerald. Ils sont parents d'une fillette prénommée Cyan. Spawn doit ainsi se résoudre à trouver sa place dans un monde qui a avancé sans lui et lutter contre sa monstruosité ainsi que les hommes de main de Tony Twist, qui voient en Simmons, un élément gênant leurs activités.

## Distribution et personnages
Classés par présence par épisodes :
- Richard Dysart (V. F. : Michel de Warzée (Voix 1)[4] ; Patrick Descamps (Voix principale)[4]) : Cogliostro
- Keith David  (V. F. :  Benoît Grimmiaux) : Spawn
- Dominique Jennings : Wanda Blake (V.F. : Fabienne Loriaux [saisons 1 & 2])
- Michael Beach : Terry Fitzgerald
- Debbi Morgan : "Mamie" Mary Blake (V.F. : Nicole Shirer[4])
- James Keane : Sam Burke  (V. F. : Michel de Warzée)
- Micheal McShane : "Twitch" Williams (V.F. : Guy Pion [saison 1][4] & David Pion [Voix principale][4])
- Victor Brandt : Commissaire Banks (V.F. : Robert Guilmard [saison 3][4])
- Micheal McShane : Gareb (V.F. : Emmanuel Jacomy [saisons 1 & 2])
- John Rafter Lee : Jason Wynn  (V. F. : Jean-Marc Delhausse[4])
- Victor Love : Bobby (V.F. : Jean-Marc Delhausse [saisons 1 & 2][4])
- Micheal Nicolosi : Clown/Violator & le prêcheur fou de la saison 1 (V.F. : Emmanuel Liénart[4])
- Ronny Cox : Billy Kincaid (V.F. : Peppino Capotondi[4])
- Ming-Na : Jade/Lisa Wu (V.F. : Catherine Conet [saison 3][4])
- Kath Soucie : Autres voix
- Ruben Santiago-Hudson : Jess Chapel
- Denise Poirier : Merrick[5]
- Kath Soucie : Cyan (V.F. : Fabienne Loriaux [saisons 1 & 2] & Stéphane Excoffier [saison 3])

## Épisodes

### Première saison (1997)
1. Visions brûlantes (The Burning Visions)
2. Intention démoniaque (Evil Intent)
3. Nul repos, nulle paix (No Rest, No Peace)
4. Dominos (Dominoes)
5. Des âmes dans la balance (Souls in the Balance)
6. Fin de jeu (Endgame)

### Deuxième saison (1998)
1. Amer chez soi (Home, Bitter Home)
2. Accès refusé (Access Denied)
3. La couleur du sang (Colors of Blood)
4. Envoyez chez les clowns ! (Send in the KKKlowns)
5. Souffle de mort (Deathblow)
6. Hellza'Poppin (Hellzapoppin)

### Troisième saison (1999)
1. Le Tueur d'esprit (The Mindkiller)
2. Twitch est à terre (Twitch Is Down)
3. Graine de démon (Seed of the Hellspawn)
4. La Lune du chasseur (Hunter's Moon)
5. La Traque du serpent (Chasing the Serpent)
6. La Prophétie (Prophecy)[6],[7].

## DVD en France
- Saison 1 - Version intégrale sortie le 28 octobre 2004[8].
- Saison 2 - Version intégrale sortie 6 janvier 2005[9].
- L'Intégrale des Saisons 1 & 2 sortie le 27 octobre 2005[10].